# 프릭스 앤 긱스

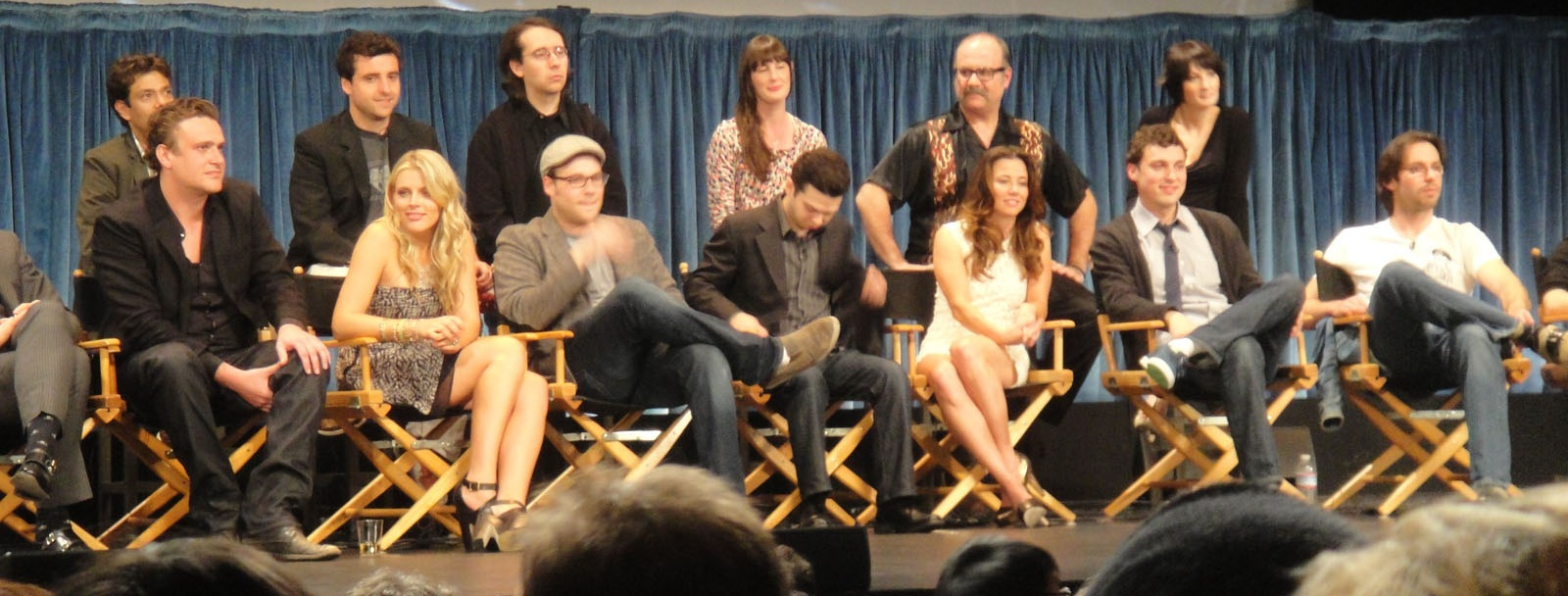
2011년 페일리페스트에 참석한 출연진

《프릭스 앤 긱스》(영어: Freaks and Geeks 프리크스 앤드 기크스[*])는 1999년부터 2000년까지 NBC에서 방영된 미국의 청춘 코미디 드라마 텔레비전 시리즈이다. 폴 피그가 기획하고, 린다 카덜리니 등이 출연하였으며, 빅터 쉬 등이 제작에 참여하였다. 이 시리즈의 주제는 "슬프고 우스꽝스러우며 불공평한" 10대의 삶을 반영하는 것이다. 이 시리즈는 컬트 팬층을 형성하였다.

## 개요
1980년에서 81년 사이에 가상의 미시간주 디트로이트 교외 마을 치퍼와에 사는 고등학생 남매 린지와 샘이 일상에서 겪는 사회 갈등을 그린다. 학업 성취도가 뛰어나며 특히 수학을 잘하는 2학년생 린지는 특수 교육을 받는 일라이가 괴롭힘을 당하자 이를 도와주려다가 일이 잘못돼 일라이가 입원하고 사랑하는 할머니까지 돌아가시자 반항심이 충만한 슬래커 무리인 프리크스("freaks")와 어울리게 된다. 린지는 가족, 기존 친구들과 부딪히며 새롭게 자아를 탐색한다. 반면 열등생인 1학년생 남동생 샘과 그의 친구들은 기크스("geeks")라고 불리며, 린지와는 또 다른 영역에서 본인의 자리를 얻고 주변과 어울리려고 애쓴다.

## 출연진
메인
- 린다 카덜리니
- 존 프랜시스 데일리
- 제임스 프랭코
- 샘 러빈
- 세스 로건
- 제이슨 시걸
- 마틴 스타
- 베키 앤 베이커
- 조 플래어티
- 비지 필립스

## 기타 제작진
- 제작 감독: 제프 주다, 마이크 화이트, 폴 피그, 게이브 색스
- 배역: 앨리슨 존스
- 미술: 필립 메시나, 제퍼슨 세이지
- 의상: 데브라 맥과이어